# Стари Керамиди
Стари Керамиди (грч. Παλαιό Κεραμίδι, Палео Керамиди) је насељено место у општини Катерини у периферији Средишња Македонија, Грчка. Према попису из 2021. године било је 795 становника.
На попису из 1913. године Стари Керамиди је имао 242 житеља Грка.